# ¡De pie! ¡Mafia, fuera!
¡De pie! ¡Mafia, fuera! (en búlgaro: Изправи се! Мутри вън!, romanizado: Izpravi se! Mutri vŭn!; ISMV), es una coalición populista de partidos políticos en Bulgaria establecida por líderes de Levántate.BG y Otrovnoto Trio, que también incluye el Movimiento 21 (D21), el Movimiento Bulgaria por los Ciudadanos (DBG), el Partido Popular Unido, la Unión del Pueblo Agrario (ZNS) y Volt Bulgaria.

## Resultados de las elecciones
La coalición participó en las elecciones parlamentarias búlgaras de 2021.
| Año       | Votos   | %    | Escaños | +/- | Nota                 |
| --------- | ------- | ---- | ------- | --- | -------------------- |
| Abr. 2021 | 150.921 | 4,65 | 14/240  |     | Repetición electoral |
| Jul. 2021 | 136.885 | 4,95 | 13/240  | 1   | Repetición electoral |
| Nov. 2021 | 60.057  | 2,26 | 0/240   | 13  | Extraparlamentario   |